# Friedrich Wilhelm Bösenberg
Friedrich Wilhelm Bösenberg (* 1841; † 2. Februar 1903 in Stuttgart) war ein deutscher Kaufmann und der erste in Baden-Württemberg systematisch sammelnde Amateurarachnologe.
Bösenberg war ein Großhändler für Gold- und Silberschmuck in Pforzheim. In seiner Freizeit widmete er sich der Sammlung und Studium von Spinnenarten und verfasste fachkundige Schriften.

## Werke
Zusammen mit H. Lenz schrieb er 1894 den Beitrag Ostafrikanische Spinnen gesammelt von Herrn Dr. F. Stuhlmann in den Jahren 1888 und 1889 (in: Beiheft zum „Jahrbuch der Hamburgischen Wissenschaftlichen Anstalten“, XII. Jahrgang 1894, Gräfe & Sillem, Hamburg 1895). Im Jahr 1895 verfasste er seinen Beitrag zur Kenntnis der Arachniden-Fauna von Madeira und den Canarischen Inseln (in: „Abhandlungen aus dem Gebiete der Naturwissenschaft“, Hrsg.: Naturwissenschaftlicher Verein in Hamburg, Friederichsen & Co., Hamburg 1895). Von 1901 bis 1903 veröffentlichte er seine bedeutende Arbeit Die Spinnen Deutschlands (in: „Zoologica“, Stuttgart, ISSN 0044-5088). Und 1906 erschien das Buch Japanische Spinnen, zusammen mit dem norwegischen Entomologen Embrik Strand (1876–1947) verfasst (in der Reihe „Abhandlungen der Senckenbergischen Naturforschenden Gesellschaft“, Band 30, 1906, S. 93–422).